# Bill Daily
Bill Daily, nascido William Edward Daily Jr. (Des Moines - Iowa, 30 de agosto de 1927 — Santa Fe, Novo México 4 de setembro de 2018), foi um comediante e músico estadunidense e um veterano de sitcoms, embora tenha ficado famoso com sua participação no seriado Jeannie é um Gênio. Ele começou sua carreira tocando com bandas de jazz em muitos clubes através do Midwest.
Nesses clubes ele achou sua verdadeira vocação, a comédia, e logo se apresentava em alguns dos maiores clubes do país. Após se formar no Goodman Theatre School, ele se empregou na rede NBC, em Chicago, como um locutor e gerente de estúdio, mais tarde se tornando diretor de pessoal da emissora. Durante a década de 1960, ele atuou em muitos sitcoms, dentre eles o seriado A Feiticeira, atraindo a atenção do veterano escritor Sidney Sheldon, que o convidou para o papel do major Roger Healey do seriado Jeannie é um Gênio.
Em 1972, após o fim de Jeannie, Bill voltou a atuar no papel de Howard Borden, no The Bob Newhart Show, como um piloto que lutava para cuidar de seu filho apesar de sua complexa agenda na aviação. Mais tarde, na década de 1980, ele conquistou seu próprio programa: Small and Frye. Embora não tenha feito muito sucesso, deu margem a uma série semelhante no fim da década, Starting From Scratch. Seu papel memorável nesta época, porém, foi como um psiquiatra, no seriado Alf, em 1986.
Na década de 1990, Bill participou dos dois filmes comemorativos de Jeannie: Jeannie é um Gênio: 15 Anos Depois (1985) e Jeannie Ainda é um Gênio (1991). Hoje, apesar de aposentado, ele ainda faz comédia e aparições ocasionais na TV, além de dirigir o Albuquerque Little Theater. Além disso, Bill é convidado da emissora de rádio KBQI 107,9, em Albuquerque, Novo México, e apareceu em Horrorween, no Halloween de 2007.

## Vida Pessoal
Bill Daily se casou com sua primeira esposa, Patricia Anderson, em 1949; em 1976, o casal se divorciou. Daily teve dois filhos adotivos: um filho, Patrick, e uma filha, Kimberley, falecida. Em 1980, ele se casou com Vivian Sanchez, divorciando em 1983.
Em 1993, Daily se casou com sua terceira esposa, Becky. Tiveram uma filha que é atriz e cantora, Elizabeth Daily. O casal permaneceu junto até a morte de Becky em 2010. 

## Morte
Daily morreu de causas naturais em 4 de setembro de 2018, em Santa Fé, Novo México, 5 dias após completar 91 anos.